# Іглесія-Антигуа (Техас)
Іглесія-Антигуа (англ. Iglesia Antigua) — переписна місцевість (CDP) в США, в окрузі Камерон штату Техас. Населення — 415 осіб (2020).

## Географія
Іглесія-Антигуа розташована за координатами 26°5′5″ пн. ш. 97°49′55″ зх. д. / 26.08472° пн. ш. 97.83194° зх. д. (26.084639, -97.832076).  За даними Бюро перепису населення США в 2010 році переписна місцевість мала площу 5,60 км², з яких 5,38 км² — суходіл та 0,22 км² — водойми.

## Демографія
Згідно з переписом 2010 року, у переписній місцевості мешкало 413 осіб у 99 домогосподарствах у складі 90 родин. Густота населення становила 74 особи/км².  Було 114 помешкання (20/км²).
Расовий склад населення:
| - 16,7 % — білих - 0,2 % — вихідців з тихоокеанських островів - 0,2 % — чорних або афроамериканців - 81,1 % — осіб інших рас |

До двох чи більше рас належало 1,7 %. Частка іспаномовних становила 94,4 % від усіх жителів.
За віковим діапазоном населення розподілялося таким чином: 34,6 % — особи молодші 18 років, 61,0 % — особи у віці 18—64 років, 4,4 % — особи у віці 65 років та старші. Медіана віку мешканця становила 25,3 року. На 100 осіб жіночої статі у переписній місцевості припадало 92,1 чоловіків;  на 100 жінок у віці від 18 років та старших — 92,9 чоловіків також старших 18 років.
Середній дохід на одне домашнє господарство  становив 42 630 доларів США (медіана — 31 094), а середній дохід на одну сім'ю — 39 277 доларів (медіана — 29 625). За межею бідності перебувало 45,6 % осіб, у тому числі 64,4 % дітей у віці до 18 років та 75,0 % осіб у віці 65 років та старших.
Цивільне працевлаштоване населення становило 129 осіб. Основні галузі зайнятості: виробництво — 19,4 %, освіта, охорона здоров'я та соціальна допомога — 18,6 %, сільське господарство, лісництво, риболовля — 16,3 %.